# جيم فلاور
جيم فلاور (بالإنجليزية: Jim Flower)‏ هو لاعب كرة قدم أمريكية أمريكي، ولد في 17 أكتوبر 1895 في آكرون في الولايات المتحدة، وتوفي في 6 مايو 1956 في فريمونت في الولايات المتحدة.